# 13 Odcinek Straży Granicznej (III Rzesza)
13 Odcinek Straży Granicznej (Grenzschutz-Abschnitts-Kommando 13, G-AK 13) – niemiecki oddział graniczny okresu III Rzeszy. Brał udział w niemieckiej agresji na Polskę we wrześniu 1939 w składzie 8 Armii gen. piechoty Johannesa Blaskowitza.
Dowódcą tego oddziału był Generalleutnant Max von Scheckendorff.